# Bleikristall

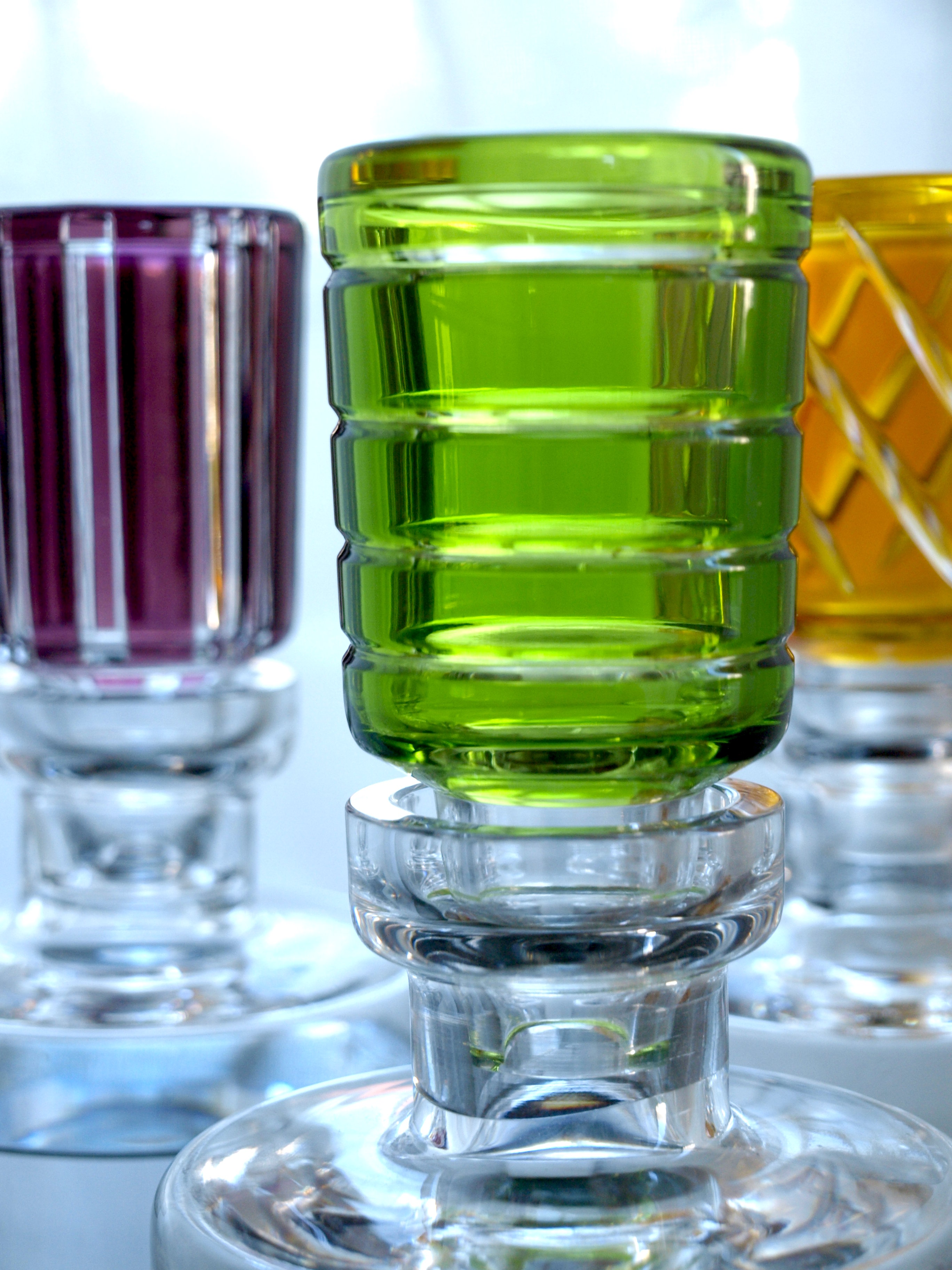
Karaffen aus Bleikristall in Überfangtechnik, hergestellt von Nachtmann

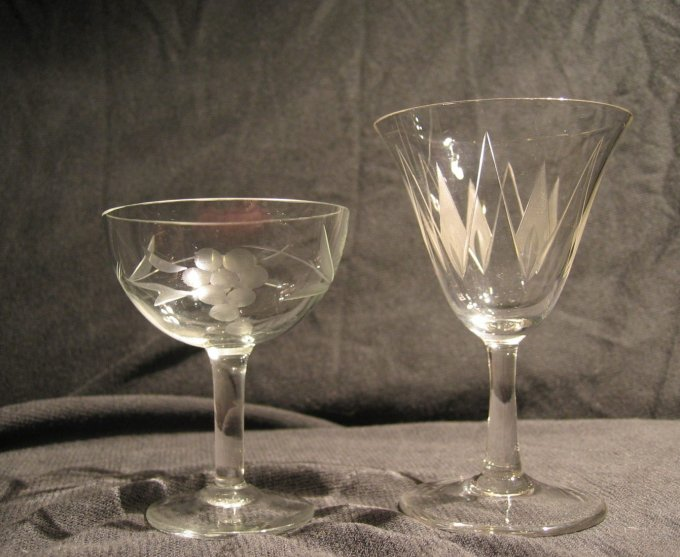
Gläser aus Bleikristall mit geschliffenen und geätzten Mustern

Bleikristall ist eine Bezeichnung für glattes oder geschliffenes Bleiglas. Die Bezeichnung „Bleikristall“ ist irreführend, da es sich nicht um einen Kristall, sondern um ein Glas, also einen amorphen Feststoff handelt.
Es ist ein aus Quarzsand, Pottasche und Bleimennige ({\displaystyle {\ce {Pb3O4}}}) hergestelltes Schmuckglas und wird häufig als Edelsteinimitation für Strasssteine verwendet.
Bleikristall ist auch ein Synonym für hochwertige Gebrauchsgegenstände aus Bleiglas, vor allem Trinkgläser für Wein und Sekt, Karaffen, Kerzenleuchter, Schalen, Dosen, Vasen und Kuchenplatten. Weiterhin werden auch Schmuck und Schmuckgegenstände wie Büsten, Miniaturmodelle, Kristallbehang von Kronleuchtern usw. aus Bleikristall hergestellt.
Zur Herstellung farbigen Bleikristalls gibt es zwei Methoden. Die günstigere Methode ist das Bemalen der Gläser mit speziellen Farben, die durch einen anschließenden Brennvorgang dauerhaft mit dem Glas verbunden bleiben.
Hochwertige farbige Bleikristallgläser werden in der sogenannten Überfangtechnik hergestellt. Dabei wird das transparente Glas während der Fertigung mit andersfarbigem, flüssigem Glas überzogen und anschließend in Form gebracht. Durch das teilweise Wegschleifen der farbigen Außenfläche nach dem Erkalten entstehen bunte Glasstrukturen. Derartige Gläser sind oft in Handarbeit hergestellt und dementsprechend teuer.
Bleikristall stammt traditionell aus dem Gebiet des Böhmerwald-Massivs, also aus dem Grenzgebiet zwischen Bayern und Tschechien. Erfunden wurde es im Isergebirge, wo es auch heute noch in Manufakturen hergestellt wird. Auf deutscher Seite befinden sich die Zentren der Bleikristallherstellung im Bayerischen Wald sowie im Oberpfälzer Wald. Der Grund für die Konzentration in diesen Waldgebirgen ist neben den Quarzvorkommen darin zu sehen, dass es hier Holz für den erforderlichen hohen Holzverbrauch bei der Glasherstellung gab, insbesondere für die Herstellung der Pottasche (siehe bayerischer Pfahl).
In Deutschland wird Bleikristall inzwischen auch industriell gefertigt, indem das Glas maschinell gepresst oder in Formen geblasen wird. Dabei entsteht bereits die typische Form des Glases, und der Schleifvorgang entfällt. Die Oberfläche wird danach in Fluorwasserstoffsäure geätzt. Man spricht dabei von der Säurepolitur. Für glatte Gläser ohne Schliff kommt auch die günstigere und umweltfreundlichere Feuerpolitur zum Einsatz, wobei die Gläser durch gleichmäßiges Erhitzen der Oberfläche geglättet werden.
Bleikristall hat stärkere Lichtbrechungseigenschaften als herkömmliches Glas.

## Gesundheit
Blei ist gesundheitsschädlich, und es ist prinzipiell möglich, dass Bleikristallgläser geringe Mengen Blei an die darin aufbewahrten Lebensmittel abgeben. Ob dies in relevanten Mengen passiert, hängt vor allem von der Qualität der Gläser, also der Genauigkeit des Produktionsprozesses und der Beschaffenheit der Substanz ab (z. B. Temperatur, pH-Wert, Lösungsmittelkonzentration), die mit dem Glas in Berührung kommt. Deshalb untersuchen die zuständigen Behörden in regelmäßigen Abständen Produkte aus Bleikristall auf die Lösbarkeit des darin enthaltenen Bleis, wobei die meisten Proben keine gesundheitlich relevanten Mengen Blei abgeben.